# Casa Serra (Calaf)
La Casa Serra és un habitatge del municipi de Calaf (Anoia) que forma part de l'Inventari del Patrimoni Arquitectònic de Catalunya.

## Descripció
És una casa de planta rectangular i torre, de planta quadrada, que sobresurt per damunt la seva estructura i que està coberta a 4 vessants i finestres als 4 costats amb vidres de colors. La casa consta de planta baixa i d'un pis. La porta és de llinda i sota la cornisa hi ha diverses mènsules. Hi ha un pati a la part posterior i segons diu la gent gran del poble, tenia un altre pati a la part davantera. La façana està arrebossada, no deixant veure el material de la construcció.